# Tizapán el Alto
Tizapán el Alto – miasto w meksykańskim stanie Jalisco. Siedziba gminy o tej samej nazwie. W 2010 liczyło 14 877 mieszkańców.
Miasto jest położone przy południowym brzegu jeziora Chapala, w regionie Ciénega.

## Toponimia
Nazwa „Tizapán” oznacza dosłownie „miejsce kredy” (hiszp. tiza – kreda), pochodzi od złóż tego minerału znajdujących się w okolicy.

## Historia
Według antropologów tereny Tizapán el Alto zamieszkiwali w bliżej nieokreślonym okresie Toltekowie. Dookoła jeziora Chapala znaleziono ślady zamieszkiwania kilku indiańskich plemion, osiadłych tam w VII wieku. Według ustnego przekazu tereny Tizapán zostały zajęte przez hiszpańskich konkwistadorów na czele z Alfonso de Ávalosem, kuzynem Hernána Cortésa. Miejscowość została oficjalnie założona 29 grudnia 1529, wchodząc w skład prowincji Ávalos hiszpańskiego królestwa Nueva Galicia. Pierwsze zgromadzenie lokalnych władz było mieszanego pochodzenia (indiańsko-hiszpańskiego). W centrum lokalizacji wzniesiono wówczas pod nadzorem de Ávalosa kaplicę franciszkańską.
W 1915 roku, podczas rewolucji meksykańskiej, miejscowość splądrowały wojska generała Francisco Murguíi. Spaliły również spichlerz i lokalną jednostkę produkcyjną Hacienda de San Francisco, wytwarzającą m.in. cukier, alkohol i wyroby garbarskie, wcielając prostych mieszkańców Tizapán w szeregi armii. Zamknięcie Hacienda de San Francisco miało spory wpływ na gospodarkę gminy w późniejszych dziesięcioleciach, gdyż oznaczało ono unicestwienie jedynego w okolicy zakładu pracy dla mieszkańców. Wpłynęło to również na znikomą industrializację regionu na przestrzeni XX wieku, czyniąc z Tizapán ośrodek opierający się głównie na rolnictwie i sektorze usług.

## Zabytki
- Kościół pod wezwaniem św. Franciszka z Asyżu, wzniesiony w latach 1836–1905, z połączeniem stylów doryckiego, greko-rzymskiego i gotyckiego. Jest jedną z najważniejszych świątyń katolickich w stanie Jalisco.
- Drewniana, pozłacana rzeźba św. Franciszka z Asyżu pochodzenia europejskiego, datowana na XVII wiek. Znajduje się w kościele pod wezwaniem tego świętego.
- Ruiny gospodarstwa-zakładu Hacienda de San Francisco. Według zachowanych dokumentów budowę kompleksu rozpoczęto w 1542 roku.